# Handley
Handley és una població dels Estats Units a l'estat de Virgínia de l'Oest. Segons el cens del 2000 tenia 341 habitants.

## Demografia
Segons el cens del 2000, Handley tenia 362 habitants, 147 habitatges, i 108 famílies. La densitat de població era de 147,1 habitants per km².
Dels 147 habitatges en un 25,9% hi vivien nens de menys de 18 anys, en un 49,7% hi vivien parelles casades, en un 19,7% dones solteres, i en un 25,9% no eren unitats familiars. En el 19,7% dels habitatges hi vivien persones soles el 15% de les quals corresponia a persones de 65 anys o més que vivien soles. El nombre mitjà de persones vivint en cada habitatge era de 2,46 i el nombre mitjà de persones que vivien en cada família era de 2,81.
Per edats la població es repartia de la següent manera: un 19,9% tenia menys de 18 anys, un 11,9% entre 18 i 24, un 20,7% entre 25 i 44, un 25,4% de 45 a 60 i un 22,1% 65 anys o més.
L'edat mediana era de 43 anys. Per cada 100 dones de 18 o més anys hi havia 90,8 homes.
La renda mediana per habitatge era de 21.429 $ i la renda mediana per família de 26.250 $. Els homes tenien una renda mediana de 22.188 $ mentre que les dones 16.875 $. La renda per capita de la població era d'11.556 $. Entorn del 14,2% de les famílies i el 21,1% de la població estaven per davall del llindar de pobresa.

## Poblacions més properes
El següent diagrama mostra les poblacions més properes.